# Коне, Бакари (1981)
Бакари́ Коне́ (фр. Bakari Koné; род. 17 сентября 1981, Абиджан) — ивуарийский футболист, нападающий. Выступал в сборной Кот-д’Ивуара.

## Карьера

### Клубная
Играть в футбол учился в футбольной школе клуба «АСЕК Мимозас», в которой также учились Коло Туре, Аруна Диндан и Дидье Зокора. С 1999 года начал играть за основную команду. Успешно играл за команду в течение 4 сезонов.
Летом 2002 года перешёл в команду «Аль-Гарафа» из катарского города Доха, которая в сезоне 2002/03 стала победителем Q-лиги. Провёл в Катаре один сезон.
На правах свободного агента летом 2003 года перешёл во французский клуб «Лорьян», выступавший во второй лиге французского чемпионата. Дебютировал в чемпионате Франции 2 августа в матче против «Генгама», а свой первый гол забил уже в следующем туре в ворота «Гавра». Всего провёл 33 игры, забил 10 голов. «Лорьян» занял итоговое 4-е место.
Следующий сезон стал для футболиста успешным. Он стал лучшим бомбардиром Лиги 2 сезона 2004/05 и был признан лучшим игроком Лиги 2. Провёл 35 игр, забил 24 гола. Сделал за сезон 2 хет-трика и 4 раза забивал 2 гола в одном матче.
Летом 2005 года за 2,5 миллиона евро перешёл в клуб высшей лиги чемпионата Франции «Ницца». Контракт был рассчитан на 4 года. Стал сразу основным игроком команды. Первый матч за «Ниццу» отыграл 30 июля против «Труа». Первый гол забил 6 августа в ворота «Тулузы». Всего провёл за сезон 32 игры, забив 7 голов. Клуб «Ницца» занял итоговое 8-е место. Также клуб пробился в финал Кубка французской лиги, где уступил 1:2 клубу «Нанси».
В следующем сезоне 2006/07, Коне провёл 33 игры, забил 8 голов. «Ницца» стала 16-й.
Сезон 2007/08 футболист провёл более успешно, проведя 30 игр, забив в них 14 голов. Игрок разделил с Сайфи 6-е место в списке бомбардиров высшей лиги чемпионата Франции.
Летом 2008 года за 9 миллионов евро перешёл в «Марсель». Дебютировал в составе команды в чемпионате Франции 9 августа против «Ренна». Команды сыграли результативный матч — 4:4. Коне сравнял счёт (1:1) на 13-й минуте матча. Постоянно выходит в основном составе команды. Играл за «Марсель» в матчах Кубка УЕФА и Лиги чемпионов. «Марсель» занял второе место в чемпионате.
В 2010 году перешёл в катарский футбольный клуб «Лехвия», где играет его соотечественник Аруна Диндан.

### Сборная Кот-д’Ивуара
За сборную играет с 2004 года. Первый матч провёл 5 сентября 2004 года против команды Судана.
Выступал на Кубке африканских наций 2006 года. Кот-д’Ивуар вышел из группы со 2-го места, обыграв Марокко и Ливию, проиграв Египту. В четвертьфинале сборная Кот-д’Ивуара играла против команды Камеруна. Коне открыл счёт в овертайме на 92-й минуте, но через 3 минуты Мейонг счёт сравнял. В итоге, по пенальти 12:11 победил Кот-д’Ивуар. В серии пенальти Бакари забил. В полуфинале была обыграна Нигерия. В финале встречались Египет и Кот-д’Ивуар. Основное и добавочное время закончилось со счетом 0:0. По пенальти 4:2 победили египтяне. У Кот-д’Ивуара не реализовали пенальти Бакари Коне и Дрогба.
В 2006 году в составе сборной участвовал в финальной стадии Чемпионата мира 2006 года. Кот-д’Ивуар занял 3-е место в группе, уступив Аргентине и Нидерландам, победив сборную Сербии и Черногории. Бакари играл во всех матчах своей сборной. Отличился в матче с голландцами, проигранном со счётом 1:2.
В 2008 году участвовал в финальной стадии Кубка африканских наций. Одержав 3 победы, Кот-д’Ивуар вышел из группы с первого места. В четвертьфинале была обыграна сборная Гвинеи со счётом 5:0. Пятый мяч забил Бакари. В полуфинале сборная проиграла египтянам, а в матче за 3-е место — сборной Ганы. В заявку команды на Чемпионат мира по футболу 2010 Бакари не попал.

## Личная жизнь
У Бакари большая семья: 9 братьев и 5 сестёр. Кроме него, в профессиональный футбол играют братья — Аруна («Сивасспор») и Карамоко («Рода»).

## Достижения

### Командные
- Чемпион Кот-д’Ивуара 2000—2002 гг.
- Обладатель кубка Кот-д’Ивуара 1999 года
- Обладатель Суперкубка КАФ 1999 года
- Серебряный призёр Кубка африканских наций 2006 года
- Чемпион Франции: 2009/10
- Серебряный призёр чемпионата Франции сезона 2008/09
- Обладатель Кубка французской лиги: 2009/10
- Финалист Кубка французской лиги сезона 2005/06

### Личные
- Лучший бомбардир Лиги 2 сезона 2004/05
- Лучший футболист Лиги 2 сезона 2004/05
- Лучший игрок Кот-д’Ивуара 2008 года[2]